# Academia Sueca
La Academia Sueca (Svenska Akademien, en sueco) fue fundada el 20 de marzo de 1786 por el rey Gustavo III de Suecia, con el objeto de fomentar el uso del sueco siguiendo como modelo la Academia Francesa (misma academia sobre la que se modela la Real Academia Española). Consta de 18 miembros, sus funciones eran inicialmente similares a su homóloga francesa. Es la encargada de designar, cada año, al ganador del Premio Nobel de Literatura.

## Características
Su divisa es «Talento y Gusto» («Snille och Smak» en sueco). Su objetivo principal consiste en servir «la pureza, el vigor y la majestad» de la lengua sueca. Publica desde este punto de vista tres diccionarios:
- Svenska Akademiens ordlista (SAOL): una obra en un único volumen, la primera edición en 1874, la última edición con 126 000 palabras publicada en 2015;
- Svenska Akademiens ordbok (SAOB): una obra publicada en varios volúmenes desde 1898 con más de 500 000 palabras (a-vret);
- Svensk ordbok utgiven av Svenska Akademien (SO): una obra publicada en dos volúmenes en 2009 con 65 000 palabras con descripciones.

Los tres diccionarios también están en la red, www.svenska.se.
La Academia Sueca designa todos los años al laureado de Premio Nobel de Literatura, uno de los premios instaurados por Alfred Nobel en su testamento. La Academia se reúne en el edificio de Börshuset que posee en la ciudad vieja de Estocolmo. Es aquí donde se anuncia todos los años el nombre de los laureados con los diferentes Premios Nobel.

## Miembros actuales
Lista de los actuales miembros de la Academia Sueca ordenados por número de sillón:
| Sillón | Miembro de la Academia | Nacimiento | Elección | Notas                                        |
| ------ | ---------------------- | ---------- | -------- | -------------------------------------------- |
| 1.     | Lotta Lotass           | 1964       | 2009     |                                              |
| 2.     | Bo Ralph               | 1945       | 1999     |                                              |
| 3.     | Sture Allén            | 1928       | 1980     | Secretario permanente (1986–1999). Fallecido |
| 4.     | Anders Olsson          | 1949       | 2008     |                                              |
| 5.     | Göran Malmqvist        | 1924       | 1985     | Fallecido                                    |
| 6.     | Tomas Riad             | 1959       | 2011     |                                              |
| 7.     | Sara Danius            | 1962       | 2013     | Secretario permanente desde 2015             |
| 8.     | Jesper Svenbro         | 1944       | 2006     |                                              |
| 9.     | Torgny Lindgren        | 1938       | 1991     | Fallecido                                    |
| 10.    | Peter Englund          | 1957       | 2002     | Secretario permanente (2009–2015)            |
| 11.    | Klas Östergren         | 1955       | 2014     |                                              |
| 12.    | Per Wästberg           | 1933       | 1997     |                                              |
| 13.    | Gunnel Vallquist       | 1918       | 1982     | Fallecida                                    |
| 14.    | Kristina Lugn          | 1948       | 2006     | Fallecida                                    |
| 15.    | Kerstin Ekman          | 1933       | 1978     | Inactiva                                     |
| 16.    | Kjell Espmark          | 1930       | 1981     |                                              |
| 17.    | Horace Engdahl         | 1948       | 1997     | Secretario permanente (1999–2009)            |
| 18.    | Katarina Frostenson    | 1953       | 1992     |                                              |

### Secretarios permanentes
| Orden | Sillón | Secretario permanente de la Academia | Nacimiento | Período    | Notas                      |
| ----- | ------ | ------------------------------------ | ---------- | ---------- | -------------------------- |
| 1.    | 11.    | Nils von Rosenstein                  | 1752       | 1786–1824  |                            |
| 2.    | 13.    | Frans Michael Franzén                | 1772       | 1824–1834  |                            |
| 3.    | 12.    | Bernhard von Beskow                  | 1828       | 1834–1868  |                            |
| 4.    | 5.     | Johan Erik Rydqvist                  | 1800       | 1868–1869  | pro temporare              |
| 5.    | 15.    | Ludvig Manderström                   | 1806       | 1869–1872  |                            |
| 6.    | 12.    | Carl Gustaf Strandberg               | 1825       | 1872–1874  | pro temporare              |
| 7.    | 9.     | Henning Hamilton                     | 1814       | 1874–1881  |                            |
| 8.    | 11.    | Bror Emil Hildebrand                 | 1806       | 1881–1883  | pro temporare              |
| 9.    | 8.     | Carl David af Wirsén                 | 1842       | 1883–1912  | pro temporare en 1883–1884 |
| 10.   | 6.     | Hans Hildebrand                      | 1842       | 1912       | pro temporare              |
| 11.   | 11.    | Erik Axel Karlfeldt                  | 1864       | 1913–1931  |                            |
| 12.   | 14.    | Per Hallström                        | 1866       | 1931–1941  |                            |
| 13.   | 13.    | Anders Österling                     | 1884       | 1941–1964  |                            |
| 14.   | 7.     | Karl Ragnar Gierow                   | 1904       | 1964–1977  |                            |
| 15.   | 14.    | Lars Gyllensten                      | 1921       | 1977–1986  |                            |
| 16.   | 16.    | Sture Allén                          | 1928       | 1986–1999  |                            |
| 17.   | 17.    | Horace Engdahl                       | 1948       | 1999–2009  |                            |
| 18.   | 10.    | Peter Englund                        | 1957       | 2009–2015  |                            |
| 18.   | 7.     | Sara Danius                          | 1962       | desde 2015 |                            |